# 平均律クラヴィーア曲集

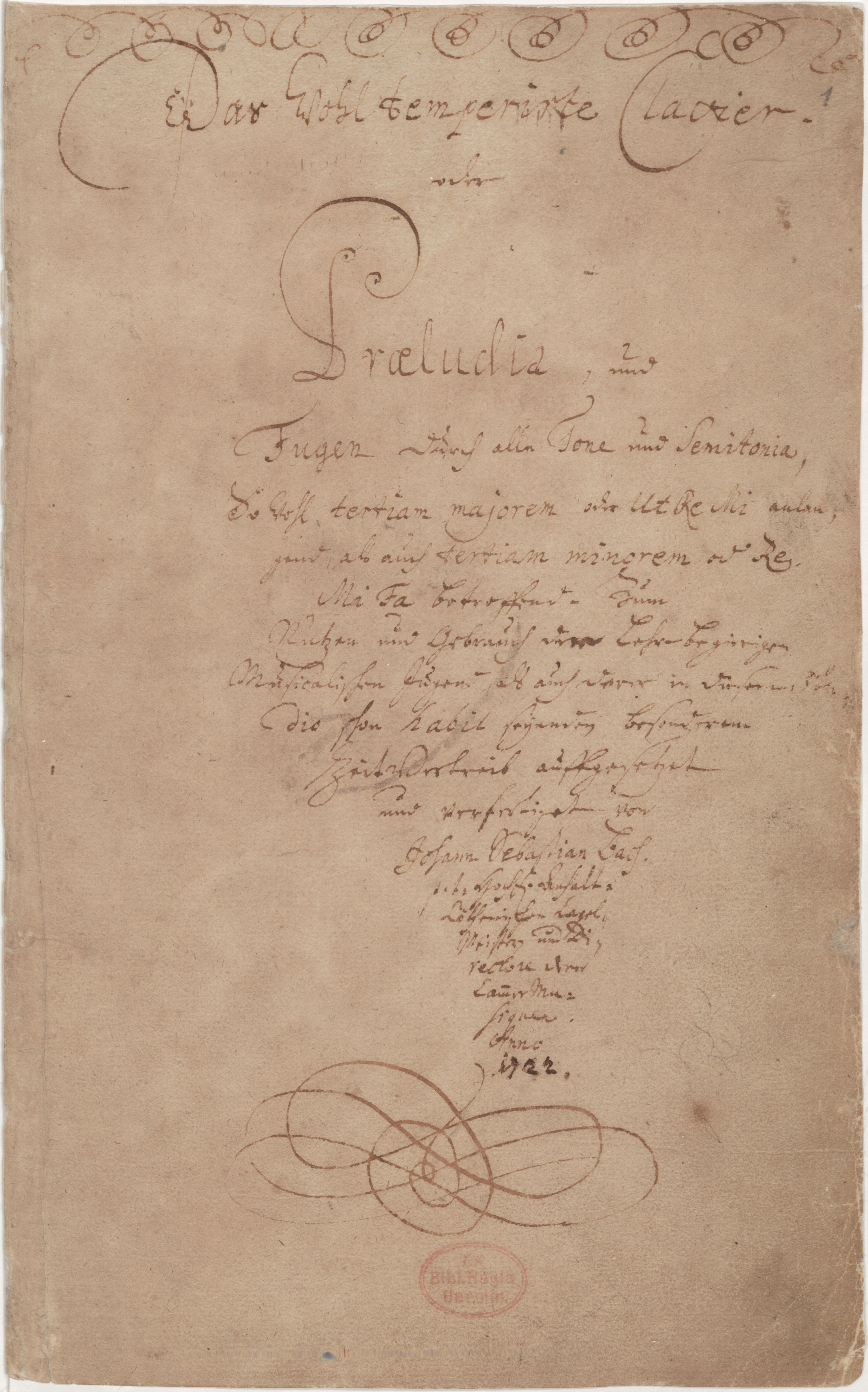
平均律クラヴィーア曲集第1巻自筆譜の表紙

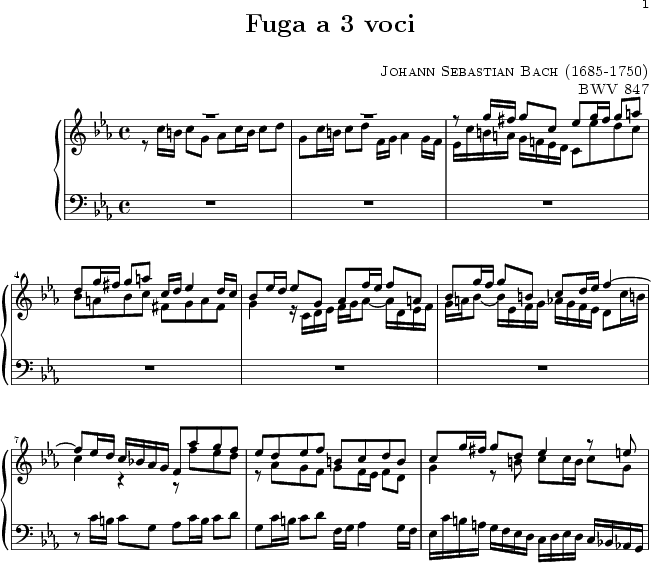
平均律クラヴィーア曲集第1巻よりフーガ第2番ハ短調BWV847の冒頭9小節

平均律クラヴィーア曲集（へいきんりつクラヴィーアきょくしゅう、原題：独: Das Wohltemperirte Clavier、現代のドイツ語表記では独: Das Wohltemperierte Klavier）は、ヨハン・ゼバスティアン・バッハが作曲した鍵盤楽器のための作品集。1巻と2巻があり、それぞれ24の全ての調による前奏曲とフーガで構成されている。第1巻 (BWV 846〜869) は1722年、第2巻 (BWV 870〜893) は1742年に完成した。
原題の"wohltemperierte"は、鍵盤楽器があらゆる調で演奏可能となるよう「良く調整された（well-tempered）」という意味であり、広い意味で転調自由な音律を指す。しかし和訳ではいまだに「平均律」が用いられている。鍵盤楽器奏者の武久源造は、2019年に自らの全曲CDをリリースした際、従来誤訳ではないかとして議論されてきた《平均律》を《適正律》と改め、「適正律クラヴィーア曲集」とした。
本稿では引用や発言を除き、広く使われている『平均律クラヴィーア曲集』とする。

## 概要
バッハは第1巻の自筆譜表紙に、流麗な渦巻き模様の装飾を施し、その下に次のように記した:
指導を求めて止まぬ音楽青年の利用と実用のため、又同様に既に今迄この研究を行ってきた人々に特別な娯楽として役立つために（徳永隆男訳）
第2巻には「24の前奏曲とフーガ」とだけ記した。
調律を変更せずに、あらゆる調で演奏可能な音律として、当時鍵盤楽器では平均律よりもむしろ様々な不等分音律が開発・提唱されていた。バッハが意図した音律については諸説あり、20世紀の研究ではヴェルクマイスターの調律法などがそれに当たると比定されていたが、1999年ドイツの数学者アンドレアス・シュパルシューによって、バッハが曲集第1巻自筆譜表紙に、渦巻装飾を通じて音律と調律法に対する指示を出していたという説が提出されて以来、アメリカのチェンバロ奏者ブラッドリー・レーマンや著名なクラヴサン製作者でパリ音楽院の古楽学教授のエミール・ジョバンらがさらなる研究を発表している。
バッハ以前にも何人かの作曲家が多くの長短調を駆使した作曲を試みている。中でもヨハン・カスパール・フェルディナント・フィッシャーの「アリアドネ・ムジカ」は、20の調による前奏曲とフーガを含んでいる。
またバッハが第1巻を記した1722年に、ドレスデン近郊のオルガン奏者フリードリヒ・ズーピヒが31平均律の鍵盤楽器を用いて24の調すべてに転調する長大な「ラビュリントス・ムジクスのファンタジア」を作曲し、ヨハン・マッテゾンがドイツ最初の音楽批評誌である「音楽批評(Critica musica，1722)」でズーピヒの作品を紹介していること、またズーピヒの論文「カルキュルス・ムジクス」の表紙にはバッハの第1巻の表紙とよく似た手書きの渦巻き模様が描かれていることから、ジョン・チャールズ・フランシスをはじめとする研究者たちはバッハがこれらにヒントを得て、息子たちの教育用に書き溜めていた曲を中核として第1巻を完成させ、翌1723年にライプツィヒの聖トーマス教会カントルへの就職試験に提出したと考えている。
逆に、フレデリック・ショパンの「24の前奏曲」や、ショスタコーヴィチの「24の前奏曲とフーガ」は、バッハの曲集から直接に触発されたものである。
バッハのこの曲集は、現代においてもピアノ演奏を学ぶものにとって最も重要な曲集の一つである。ピアニスト・指揮者のハンス・フォン・ビューローは、この曲集とルートヴィヒ・ヴァン・ベートーヴェンのピアノソナタを、それぞれ「ピアノの旧約聖書と新約聖書」と呼び、賛賞した。
第2巻の『前奏曲とフーガ　ハ長調　BWV870』のグレン・グールドによる演奏の録音は、人類を代表する文化的作品の一つとして、ボイジャーのゴールデンレコードに収録されている。

## 各曲

### 第1巻（Erster Teil, BWV 846〜869）
長短24調による前奏曲（Preludium）とフーガ（Fuga）からなる曲集。1722年成立。
単独に作曲された曲集ではなく、その多くは既存の前奏曲やフーガを編曲して集成されたものである。特に前奏曲の約半数は、1720年に息子の教育用として書き始められた「ヴィルヘルム・フリーデマン・バッハのためのクラヴィーア小曲集」に初期稿が「プレアンブルム」として含まれている。
様々な様式のフーガが見られ、中でも3重フーガ（嬰ハ短調 BWV849）や拡大・縮小フーガ（嬰ニ短調 BWV853）は高度な対位法を駆使した傑作とされる。
1. BWV 846 前奏曲 - 4声のフーガ ハ長調（Präludium und Fuge C-Dur BWV 846）
前奏曲はシャルル・グノーがアヴェ・マリアの伴奏として用いたが、これはバッハの原曲の22小節目の後にクリスティアン・フリードリヒ・ゴットリープ・シュヴェンケが1小節独自の和音のアルペッジョを挿入したものが19世紀ごろに出回っており（「シュヴェンケ小節」として知られる）、グノーはこの版を用いて作曲している。
お使いのブラウザーでは、音声再生がサポートされていません。音声ファイルをダウンロードをお試しください。
シュヴェンケ小節
2. BWV 847 前奏曲 - 3声のフーガ ハ短調（Präludium und Fuge c-Moll BWV 847）

3. BWV 848 前奏曲 - 3声のフーガ 嬰ハ長調（Präludium und Fuge Cis-Dur BWV 848）
フランツ・クロールが変ニ長調に書き直した楽譜もある。

4. BWV 849 前奏曲 - 5声のフーガ 嬰ハ短調（Präludium und Fuge cis-Moll BWV 849）

5. BWV 850 前奏曲 - 4声のフーガ ニ長調（Präludium und Fuge D-Dur BWV 850）
6. BWV 851 前奏曲 - 3声のフーガ ニ短調（Präludium und Fuge d-Moll BWV 851）

7. BWV 852 前奏曲 - 3声のフーガ 変ホ長調（Präludium und Fuge Es-Dur BWV 852）
8. BWV 853 前奏曲 変ホ短調 - 3声のフーガ 嬰ニ短調（Präludium und Fuge es-/dis-Moll BWV 853）
フランツ・クロール版ではフーガも変ホ短調に書き直してある。
9. BWV 854 前奏曲 - 3声のフーガ ホ長調（Präludium und Fuge E-Dur BWV 854）
10. BWV 855 前奏曲 - 2声のフーガ ホ短調（Präludium und Fuge e-Moll BWV 855）

11. BWV 856 前奏曲 - 3声のフーガ ヘ長調（Präludium und Fuge F-Dur BWV 856）
12. BWV 857 前奏曲 - 4声のフーガ ヘ短調（Präludium und Fuge f-Moll BWV 857）
13. BWV 858 前奏曲 - 3声のフーガ 嬰ヘ長調（Präludium und Fuge Fis-Dur BWV 858）
14. BWV 859 前奏曲 - 4声のフーガ 嬰ヘ短調（Präludium und Fuge fis-Moll BWV 859）
15. BWV 860 前奏曲 - 3声のフーガ ト長調（Präludium und Fuge G-Dur BWV 860）
16. BWV 861 前奏曲 - 4声のフーガ ト短調（Präludium und Fuge g-Moll BWV 861）
17. BWV 862 前奏曲 - 4声のフーガ 変イ長調（Präludium und Fuge As-Dur BWV 862）
18. BWV 863 前奏曲 - 4声のフーガ 嬰ト短調（Präludium und Fuge gis-Moll BWV 863）
19. BWV 864 前奏曲 - 3声のフーガ イ長調（Präludium und Fuge A-Dur BWV 864）
20. BWV 865 前奏曲 - 4声のフーガ イ短調（Präludium und Fuge a-Moll BWV 865）
21. BWV 866 前奏曲 - 3声のフーガ 変ロ長調（Präludium und Fuge B-Dur BWV 866）
22. BWV 867 前奏曲 - 5声のフーガ 変ロ短調（Präludium und Fuge b-Moll BWV 867）

23. BWV 868 前奏曲 - 4声のフーガ ロ長調（Präludium und Fuge H-Dur BWV 868）
24. BWV 869 前奏曲 - 4声のフーガ ロ短調（Präludium und Fuge h-Moll BWV 869）

### 第2巻（Zweiter Teil, BWV 870〜893）
長短24調による前奏曲とフーガからなる曲集の第2巻。
第1巻同様に単独に作曲された曲集ではない。初稿を伝えるものを初め、多数の原典資料が現存する。ロンドン大英博物館に現存する自筆浄書譜は1738-42年頃に書かれ、1742年に完成した。しかし弟子のアルトニコル（Johann Christoph Artnicol, 1719-1759）による1744年の筆写譜は、バッハによる散逸した修正稿に基づくものと考えられている。新バッハ全集（Neue Bach-Ausgabe, NBA: V-6/2. Durr校訂, 1995年）は曲ごとに自筆譜と筆写譜のどちらを採用するかを決め、従となる譜も併録する方法を取っている。
練習曲としての性格が強かった第1巻に比べ、より音楽性に富んだ作品が多くなっており、前奏曲にはソナタに類似した形式のものも見られる。フーガにおいても対位法の冴えを見せ、二重対位法を駆使した反行フーガ（変ロ短調 BWV891）などは「フーガの技法」に勝るとも劣らない高密度な作品である。
1. BWV 870 前奏曲 - 3声のフーガ ハ長調（Präludium und Fuge C-Dur BWV 870）

2. BWV 871 前奏曲 - 4声のフーガ ハ短調（Präludium und Fuge c-Moll BWV 871）

3. BWV 872 前奏曲 - 3声のフーガ 嬰ハ長調（Präludium und Fuge Cis-Dur BWV 872）
フランツ・クロール版では変ニ長調になっている。
4. BWV 873 前奏曲 - 3声のフーガ 嬰ハ短調（Präludium und Fuge cis-Moll BWV 873）

5. BWV 874 前奏曲 - 4声のフーガ ニ長調（Präludium und Fuge D-Dur BWV 874）
6. BWV 875 前奏曲 - 3声のフーガ ニ短調（Präludium und Fuge d-Moll BWV 875）

7. BWV 876 前奏曲 - 4声のフーガ 変ホ長調（Präludium und Fuge Es-Dur BWV 876）
8. BWV 877 前奏曲 - 4声のフーガ 嬰ニ短調（Präludium und Fuge dis-Moll BWV 877）
フランツ・クロール版では変ホ短調になっている。
9. BWV 878 前奏曲 - 4声のフーガ ホ長調（Präludium und Fuge E-Dur BWV 878）
5音からなるフーガ主題は、ヨハン・カスパール・フェルディナント・フィッシャー（Johann Caspar Ferdinand Fischer, 1656-1746）の「アリアドネ・ムジカ（Ariadne musica, 1702）」のホ長調フーガからの引用。
10. BWV 879 前奏曲 - 3声のフーガ ホ短調（Präludium und Fuge e-Moll BWV 879）
11. BWV 880 前奏曲 - 3声のフーガ ヘ長調（Präludium und Fuge F-Dur BWV 880）
12. BWV 881 前奏曲 - 3声のフーガ ヘ短調（Präludium und Fuge f-Moll BWV 881）

13. BWV 882 前奏曲 - 3声のフーガ 嬰ヘ長調（Präludium und Fuge Fis-Dur BWV 882）
14. BWV 883 前奏曲 - 3声のフーガ 嬰ヘ短調（Präludium und Fuge fis-Moll BWV 883）
15. BWV 884 前奏曲 - 3声のフーガ ト長調（Präludium und Fuge G-Dur BWV 884）
16. BWV 885 前奏曲 - 4声のフーガ ト短調（Präludium und Fuge g-Moll BWV 885）
17. BWV 886 前奏曲 - 4声のフーガ 変イ長調（Präludium und Fuge As-Dur BWV 886）
18. BWV 887 前奏曲 - 3声のフーガ 嬰ト短調（Präludium und Fuge gis-Moll BWV 887）

19. BWV 888 前奏曲 - 3声のフーガ イ長調（Präludium und Fuge A-Dur BWV 888）
20. BWV 889 前奏曲 - 3声のフーガ イ短調（Präludium und Fuge a-Moll BWV 889）
21. BWV 890 前奏曲 - 3声のフーガ 変ロ長調（Präludium und Fuge B-Dur BWV 890）
22. BWV 891 前奏曲 - 4声のフーガ 変ロ短調（Präludium und Fuge b-Moll BWV 891）

23. BWV 892 前奏曲 - 4声のフーガ ロ長調（Präludium und Fuge H-Dur BWV 892）
24. BWV 893 前奏曲 - 3声のフーガ ロ短調（Präludium und Fuge h-Moll BWV 893）

## 楽譜
主な校訂版には以下のようなものがある:
- Franz Kroll（1866年）. 全音楽譜出版社 ： 旧バッハ全集。クロール原典版。
- Donald Francis Tovey（1924年）. 全音楽譜出版社 ： トーヴィ版。
- Otto von Irmer（1950年）. ヘンレ ： ヘンレ旧版。
- Walter Dehnhart（1983年）. 音楽之友社 ： ウィーン原典版。
- Alfred Durr（1995年）. Bärenreiter Verlag ： 新バッハ全集。ベーレンライター原典版。
- 園田高弘（2005年）. 春秋社
- Ernst-Günter Heinemann 第1巻校訂、富田庸 第2巻校訂、アンドラーシュ・シフ 運指 、2007年、ヘンレ[10][11] ： ヘンレ新版。